# 柳生亮三
柳生 亮三（やぎゅう りょうぞう、1905年(明治38年)10月26日 - 2013年(平成25年)3月31日）は、日本の動物学者。専門は原生動物学。位階は従四位。

## 人物
1905年10月26日、現在の岐阜県揖斐郡揖斐川町出身。父親が税関職員であった為、日本国内やその当時の日本の領土であった朝鮮を転々とする幼年時代を過ごした。旧制岐阜中学校、旧制福井中学校、鎮南浦公立中学校（朝鮮）と転校を繰り返す。
1924年、教育者を志して高等師範学校の受験を決意し、東京高等師範学校と広島高等師範学校で悩んだ結果、広島高師に決め、第一志望の物理化学は外れたが第二志望の生物で広島高等師範学校理科第三部に合格した。
1928年、広島高等師範学校を卒業後、徳島女子師範学校、徳島県立徳島高等女学校、関東州公立高等女学校（大連市）で教師を務めた後に、旧制広島文理科大学生物学科で生物学を学び、天津日本高等女学校、天津日本商業学校教諭を経て、旧制広島文理科大学助手、広島高等師範学校教授などを歴任した。
広島高等師範学校教授時代の1945年8月6日に自宅にて原子爆弾投下に遭遇、この際に目を負傷したが、家族ともども屋内にいたため九死に一生を得た。1950年理学博士取得。第二次世界大戦終結後は1952年まで引き続き広島高等師範学校教授を務め、その後は広島大学理学部に動物分類生態学講座が創設されたことにより、同講座の助教授・教授を1969年まで務めた。また柳生自らの提唱により、広島大学理学部に電子顕微鏡による動物学研究が導入された。
柳生の研究はゾウリムシなど繊毛虫と呼ばれる動物的単細胞生物をメインとするもので、自身の研究に関する論文や著書を発表している。また生物学者でもあった昭和天皇から宮中にお召を受けて皇居にて生物学の御進講を2回行っている。広島文理科大学時代の指導教官は尾崎佳正助教授で、卒業論文は繊毛虫の分類学に関する内容であった。
1969年に広島大学を定年退官（名誉教授に就任）した後、1970年から1981年まで比治山女子短期大学教授を務めた。
柳生は教育者としての第一線を離れてからも現役の研究者としての生活を続け、100歳を超えても研究資料の採取やデータ分析、論文執筆に勤しんでいたという。また68歳で自動車運転免許を取得して104歳まで自動車を運転していたことを愛弟子が証言している。
2005年11月19日放送の『百歳バンザイ!』（NHK総合テレビ）にて100歳を超えて矍鑠と生活する柳生の姿が放送されたことがある。
2013年3月31日、慢性心不全の為、死去。107歳没。没後従四位に追叙された。

## 栄典
- 勲三等旭日中綬章（1975年）
- 従四位（2013年）

## 著書
- 総論・原生動物 動物系統分類学1（中山書店、内田亨との共著）
- 生物学実験法講座 第5巻E「ゾウリムシ : 原生動物 」（中山書店）
- 伊豆半島沿岸および新島の吸管虫エフェロタ属（昭和天皇採集資料の学術的取り纏め、保育社）